# Giovanni de Riu
Pour les articles homonymes, voir Riu.
Pas d'image ? Cliquez ici
Giovanni de Riu était un ancien pilote automobile italien né le 10 mars 1924 à Macomer dans la province de Nuoro, en Sardaigne, Italie et mort le 11 décembre 2008 à Stresa dans la Province du Verbano-Cusio-Ossola, dans le Piémont, Italie.

## Biographie
Giovanni de Riu ne s'est inscrit que pour le Grand Prix d'Italie 1954 et n'a pas réussi à se qualifier avec une Maserati privée.
Il participa aussi à des courses de Formule 2 en Italie (GP de Rome, GP de Syracuse).

## Résultats en championnat du monde de Formule 1
| Saison | Écurie | Châssis        | Moteur              | Pneus   | GP disputés | Points inscrits | Classement |
| ------ | ------ | -------------- | ------------------- | ------- | ----------- | --------------- | ---------- |
| 1954   | Privé  | Maserati A6GCM | Maserati 6 en ligne | Pirelli | 0           | 0               | n.c.       |

## Sources
- (en) Cet article est partiellement ou en totalité issu de l’article de Wikipédia en anglais intitulé « Giovanni de Riu » (voir la liste des auteurs).